# بنجامين كريماسكي
بنيامين كريماشي هو لاعب كرة قدم أمريكي من أصل أرجنتيني ولد بتاريخ 2 مارس 2005 ويلعب مع نادي إنتر ميامي الأمريكي.

## روابط
بنيامين كريماشي على موقع الدوري الأمريكي (الإنجليزية)
- بنيامين كريماشي على موقع قاعدة بيانات كرة القدم.إي يو (الإنجليزية)
- بنيامين كريماشي على موقع Soccerway.com (الإنجليزية)
- بنيامين كريماشي على موقع عالم كرة القدم.نت (الإنجليزية)